# ジュニア・フォーミュラ

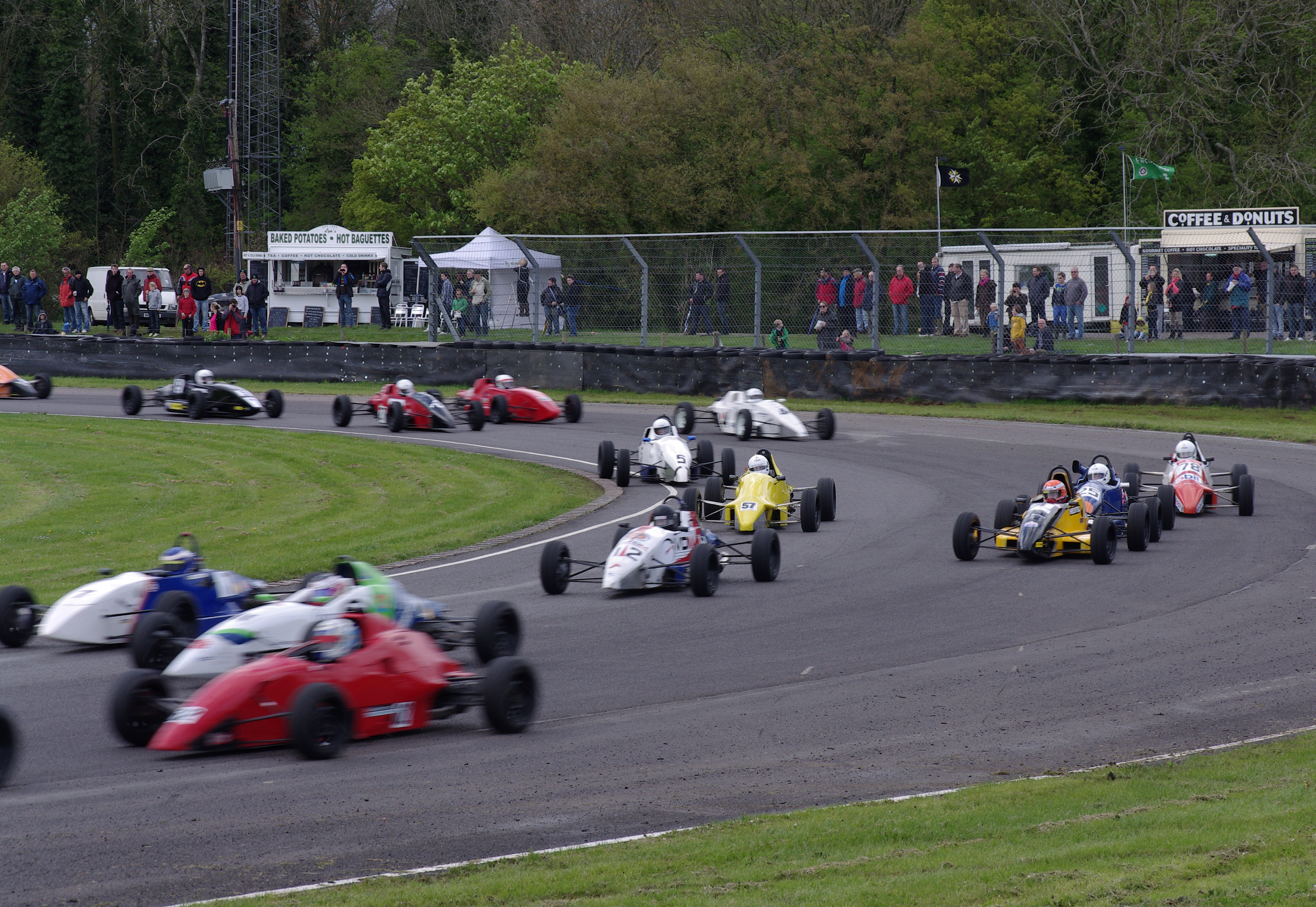
フォーミュラ・フォード1600（FF1600）

ジュニア・フォーミュラ（Junior Formula）とは、世界各国で行われているF3より下のランクに位置づけられる様々なフォーミュラカーによるレースの総称である。
カートからステップアップした若手ドライバーの育成を目的としているものが多い。次のような特徴がある。
- エンジンなどを市販車から流用して初期費用やランニングコストが安い。
- 構造がシンプルで、フォーミュラカーの運転や整備の基礎が学べる。
- 道具の差（車両の性能差）が出にくい。ワンメイクに制限する場合もある。
- 空力依存度が低い。エアロパーツを禁止する場合もある。

## 現存する主なカテゴリー
- F4 (FIA-F4)
- フォーミュラ・マツダ
- フォーミュラ・フォード
- フォーミュラ・ルノー
- フォーミュラ・Vee
- フォーミュラ・ファースト
- U.S. F2000 ナショナルチャンピオンシップ
- アトランティック・チャンピオンシップ（旧フォーミュラ・アトランティック）

### 日本
- Formula Beat（旧・JAF-F4）
- FIA-F4選手権
- スーパーFJ
- ザウルスジュニア
- フォーミュラEnjoy

## かつて存在したカテゴリー
- フォーミュラ・アバルト
- フォーミュラ・ボクスオール
- フォーミュラ・オペル
- フォーミュラ・ケーニッヒ
- フォーミュラ・パーマー・アウディ
- フォーミュラ・ジュニア
- バーバー・ダッジ・プロ
- フォーミュラ・コリア
- フォーミュラ・BMW

### 日本
- FJ360
- FL500
- FJ1300
- FJ1600
- フォーミュラ・ミラージュ
- フォーミュラ・ドリーム
- フォーミュラ・トヨタ
- フォーミュラ・スズキ隼
- フォーミュラ・スズキKei
- フォーミュラチャレンジ・ジャパン（FCJ）